# Milan Šťovíček
Milan Šťovíček (* 27. ledna 1958 Litvínov) je český politik, v letech 2010 až 2013 poslanec Poslanecké sněmovny PČR, od roku 2020 zastupitel Ústeckého kraje, v letech 2006 až 2009 a opět v letech 2010 až 2014 starosta města Litvínova, člen hnutí STAN.

## Vzdělání a profesní kariéra
V roce 1977 vystudoval gymnázium a poté pracoval jako zoolog v Okresním muzeu v Mostě. Později vystudoval Pedagogickou fakultu v Hradci Králové a vyučoval na základní škole v Meziboří u Litvínova a v roce 1990 se stal ředitelem této školy. V roce 1992 vyhrál konkurs na ředitele Střední odborné školy pro ochranu a obnovu životního prostředí Schola Humanitas v Litvínově.

## Politická kariéra
V roce 2001 vstoupil do ODS a v červnu 2003 za ni byl zvolen místostarostou Litvínova a později jeho starostou. V březnu 2009 byl z funkce starosty svými stranickými kolegy odvolán a vrátil se zpět do Scholy Humanitas. V říjnu 2009 rezignoval na všechny funkce a ukončil své členství v ODS.
Dlouhodobě se angažuje se proti záměru na prolomení limitů těžby uhlí v blízkosti Litvínova, které by vedlo k přiblížení hrany povrchového dolu ČSA až na 500 metrů od nejbližších domů v Litvínově. V květnu 2010 byl zvolen jako lídr kandidátky Věcí veřejných v Ústeckém kraji pro volby do Poslanecké sněmovny PČR. Od května 2011 působil jako místopředseda této strany a v listopadu 2010 se po komunálních volbách za tuto stranu vrátil na post starosty Litvínova. V dubnu 2012 na funkci místopředsedy Věcí veřejných rezignoval a 1. listopadu 2012 byl ze strany vyloučen, protože i po odchodu Věcí veřejných do opozice stále podporoval vládu. V dubnu 2013 vstoupil do poslaneckého klubu TOP 09 a Starostů a později i do samotného hnutí.
Jeho největším politickým úspěchem bylo vyškrtnutí vyvlastňovacích paragrafů z horního zákona (tzv. malá novela horního zákona) – nejdříve prosadil tento bod do koaliční smlouvy a následně jeho schválení v poslanecké sněmovně (včetně přehlasování veta prezidenta Klause). Bez vyvlastňovacích paragrafů nemohou těžební společnosti získat domy a pozemky místních lidí bez jejich souhlasu. Lidé v obcích ohrožených likvidací kvůli těžbě uhlí (Horní Jiřetín, Černice, Karviná – Staré Město) jsou tak nyní před nuceným vystěhováním, které jim před přijetím novely hrozilo, 100% chráněni.
Odpůrci zrušení vyvlastňovacích paragrafů v Poslanecké sněmovně (zejména poslanec Milan Urban) začali malou novelu horního zákona posměšně nazývat „Lex Šťovíček“.
V komunálních volbách v roce 2014 obhájil post zastupitele Litvínova, když vedl kandidátku hnutí STAN. Hnutí však ve městě skončilo až na 4. místě a tudíž ve funkci starosty nepokračoval, byl však 6. listopadu 2014 zvolen 2. místostarostou města. Ve volbách v roce 2018 post zastupitele města obhájil, když opět vedl kandidátku hnutí STAN. Skončil však v pozici místostarosty města. Také ve volbách v roce 2022 obhájil post zastupitele města z pozice lídra kandidátky hnutí STAN.
Ve volbách do Poslanecké sněmovny PČR v roce 2017 byl lídrem kandidátky hnutí STAN v Ústeckém kraji, ale neuspěl. V krajských volbách v roce 2020 byl zvolen za hnutí STAN zastupitelem Ústeckého kraje. V krajských volbách v roce 2024 obhájil svůj mandát jako člen hnutí STAN na kandidátce koalice Starostové pro Ústecký kraj.

## Kauzy
V říjnu 2011 byl poslancem Milanem Urbanem (ČSSD) se serverem ihned.cz obviněn, že chtěl prosadit, aby se protikorupční zákon netýkal právníků. Šťovíček přitom kandidoval za stranu Věci veřejné, která tuto agendu měla za zásadní.
Milan Šťovíček důrazně popřel, že by uvedené opatření navrhoval. Vyjádřil současně přesvědčení, že jde o součást politického boje za prolomení limitů těžby, jehož je Milan Urban dlouholetým předním zastáncem. Ukázalo se, že uvedený návrh ve skutečnosti neoficiálně prosazoval poslancův jmenovec advokát Jan Šťovíček. Milan Urban se následně Milanu Šťovíčkovi omluvil.